# باجاج پولسار ان‌اس ۲۰۰
باجاج پولسار ان‌اس ۲۰۰ (به انگلیسی: Bajaj Pulsar NS200) یک موتورسیکلت تک‌سیلندر هندی محصول شرکت باجاج آتو و حاصل همکاری اش با شرکت KTM می‌باشد. این موتورسیکلت از سری پولسار باجاج است که از سال ۲۰۱۲ تا کنون تولید می‌شود. عبارت "NS" در واقع مخفف کلمهٔ "Naked Sport" است که بیان‌گر کلاس این موتورسیکلت می‌باشد. "ان‌س" تا کنون در حجم موتورهای ۴۰۰، ۱۶۰، ۱۵۰و ۱۲۵ سی‌سی نیز به تولید رسیده و به ایران نیز وارد شد. تولید مدل ۱۵۰سی‌سی ان‌اس مدتی پس از تولید، به دلیل ضعف عملکرد، متوقف شد.
در واقع موتورسیکلت "پولسار ان‌اس" از محصولات محبوب شرکت باجاج در دسته موتورسیکلت‌های شهری و ورزشی است. این موتورسیکلت با طراحی دینامیک و توانایی‌های بالا در کلاس خود، به عنوان یک انتخاب محبوب برای رانندگان جوان و علاقه‌مند به موتورسیکلت‌های ورزشی شناخته می‌شود. طراحی انجین این موتورسیکلت، مطابق با کی‌تی‌ام دوک ۲۰۰ انجام شده است. این مدل موتورسیکلت به علت همکاری بلند مدت شرکت باجاج و کاوازاکی در برخی کشور ها با نام "کاوازاکی روسر" شناخته شده است
"ان‌اس" یک موتورسیکلت به سبک خیابانی هجومی است و به دلیل ظاهر گرگ مانندش شناخته شده و مورد استقبال جوانان قرار گرفته‌است. دارای موتور تک‌سیلندر، چهارزمانه، دارای سیستم جرقه زنی چند شمع و سیستم خنک‌کننده با راندمان بالا است. دارای یک اگزوز زیر بدنه و دو کمک‌فنر تلسکوپی و یک کمک فنر گازی در عقب می‌باشد.

## مقایسه موتورهای پولسار سری ان‌اس
| مدل          | حجم موتور (cc) | تعداد سیلندر | توان موتور (PS) | گشتاور (Nm)      | جعبه دنده           | خنک کننده     | حداکثر سرعت (km/h) | قطر سوراخ/استروک | نسبت تراکم | تعداد شمع | تعداد سوپاپ | ترمز جلو        | ترمز عقب        | تعلیق جلو            | تعلیق عقب    | تایر جلو   | تایر عقب   | فاصله بین دو چرخ (mm) | طول (mm) | عرض (mm) | ارتفاع (mm) | فاصله از زمین (mm) | ارتفاع زین (mm) | وزن (خشک) | گنجایش سوخت (L) | گنجایش روغن موتور (لیتر) | نوع روغن موتور |
| ------------ | -------------- | ------------ | --------------- | ---------------- | ------------------- | ------------- | ------------------ | ---------------- | ---------- | --------- | ----------- | --------------- | --------------- | -------------------- | ------------ | ---------- | ---------- | --------------------- | -------- | -------- | ----------- | ------------------ | --------------- | --------- | --------------- | ------------------------ | -------------- |
| Pulsar NS400 | 373.3          | 1            | 40PS 8500rpm@   | 35Nm 6500rpm@    | 6 سرعته غیراتوماتیک | رادیاتور آب   | 165                | 89mm× 60mm       | 12.1:1     | 3         | 4           | دیسکی ABS 320mm | دیسکی ABS 230mm | دو کمک تلسکوپی معکوس | کمک فنر گازی | 110/70- 17 | 140/70- 17 | 1344                  |          |          |             | 168                | 807             | 174       | 12              | 1.7                      | 10W50          |
| Pulsar NS200 | 199.5          | 1            | 24.5PS 9750rpm@ | 18.74Nm 8000rpm@ | 6 سرعته غیراتوماتیک | رادیاتور آب   | 136                | 72mm× 49mm       | 11.1:1     | 3         | 4           | دیسکی ABS 300mm | دیسکی ABS 230mm | دو کمک تلسکوپی معکوس | کمک فنر گازی | 100/80- 17 | 130/70- 17 | 1363                  | 2017     | 804      | 1075        | 168                | 800             | 158       | 12              | 1.3                      | 20W50          |
| Pulsar NS160 | 160.3          | 1            | 17.2PS 9000rpm@ | 14.6Nm 7250rpm@  | 5 سرعته غیراتوماتیک | رادیاتور روغن | 117                | 58mm× 60.7mm     | 9.8:1      | 2         | 4           | دیسکی ABS 300mm | دیسکی ABS 230mm | دو کمک تلسکوپی معکوس | کمک فنر گازی | 100/80- 17 | 130/70- 17 | 1372                  | 2017     | 804      | 1060        | 170                | 800             | 152       | 12              | 1.3                      | 20W50          |
| Pulsar NS125 | 124.45         | 1            | 12PS 8500rpm@   | 11Nm 8500rpm@    | 5 سرعته غیراتوماتیک | هواخنک        | 103                | 52mm× 58.6mm     | 10:1       | 2         | 4           | دیسکی ABS 240mm | کاسه‌ای 130mm    | دو کمک تلسکوپی       | کمک فنر گازی | 100/80- 17 | 100/90- 17 | 1353                  | 2012     | 810      | 1078        | 179                | 805             | 144       | 12              | 1                        | 20W50          |